# 永野寧音
青海 寧音（あおみ しずね、3月24日  ）は、日本の女性声優。愛知県出身。旧芸名は永野 寧音(ながの しずね)

## 出演作品
※太字はメインキャラクター

### テレビアニメ
2016年
- 腐男子高校生活（女子B #12）

### Webアニメ
2015年
- 古町と団五郎〜古町のアイドルオーディション〜 (あき)

## 舞台
2016年
- 朝倉薫劇団「少女人形舞台」

## インターネット

### 2015年
- わいわい放送局「レモン DE れもん」

### 2016年
- わいわい放送局「レモン DE れもん（改）」
- わいわい放送局「シエスタdeバタフライ」

## CD

### 2015年
- 小悪魔なんて無理ゲーです

### 2016年
- 一期一会はイチゴ味